# Mê đạo xương
Mê đạo xương (tiếng Anh: osseous labyrinth; tiếng Pháp: Le labyrinthe osseux) là những hốc xương trong phần đá xương thái dương, chứa đựng mê đạo màng và ngoại dịch. Mê đạo xương gồm ba phần: tiền đình, các ống bán khuyên và ốc tai. Đây là những hốc rỗng được lót bởi màng xương. Những hốc này chứa một chất lỏng trong suốt gọi là dịch ngoại bạch huyết (ngoại dịch, perilymph), trong đó có mê đạo màng.
Vết gãy trên xương thái dương phát hiện trên ảnh chụp CT được mô tả là do nang tai bị vỡ, tiên đoán các biến chứng chấn thương xương thái dương như chấn thương dây thần kinh mặt, điếc và viêm tai giữa do rò dịch não tủy. Trên hình ảnh X quang, nang tai là phần đặc nhất của xương thái dương.
Trong chứng xơ cứng tai (otospongiosis), nguyên nhân hàng đầu gây mất thính giác ở người trưởng thành là do nang tai. Ở người trưởng thành, các tế bào ở khu vực này thường không được thay thế và trở nên cực kỳ dày. Với chứng xơ cứng tai, sụn đặc (lúc bình thường) bị thay thế bằng xương Havers xốp chứa mạch máu dẫn đến mất thính giác do ảnh hưởng đến khả năng dẫn âm của các hốc ở tai trong. Chụp CT sẽ thấy tỉ trọng (hypodensity) bất thường,  thường nằm ở khe trước cửa sổ (fissula ante fenestram).